# Blue Barron
Blue Barron (Geburtsname: Harry Freidman, auch: Harry Freedlin, Harry Friedland, Harry Friedman, geb. 19. November 1913 (1912), Cleveland, Ohio; gest. 16. Juli 2005, Baltimore, Maryland), war ein US-amerikanischer Bigbandleader in den 1940ern und frühen 1950ern in der Hochzeit der Big-Band-Ära. Der etwas gedämpftere Stil seiner Band wurde als „Sweet Music“ bezeichnet, im Unterschied zum Swing anderer Bands. Barrons Orchester begann in New York City, tourte später aber in vielen Gegenden der Vereinigten Staaten wie Los Angeles, wo sie auch in mehreren Filmen mitwirkten und eine Reihe von Schallplatten aufnahmen.

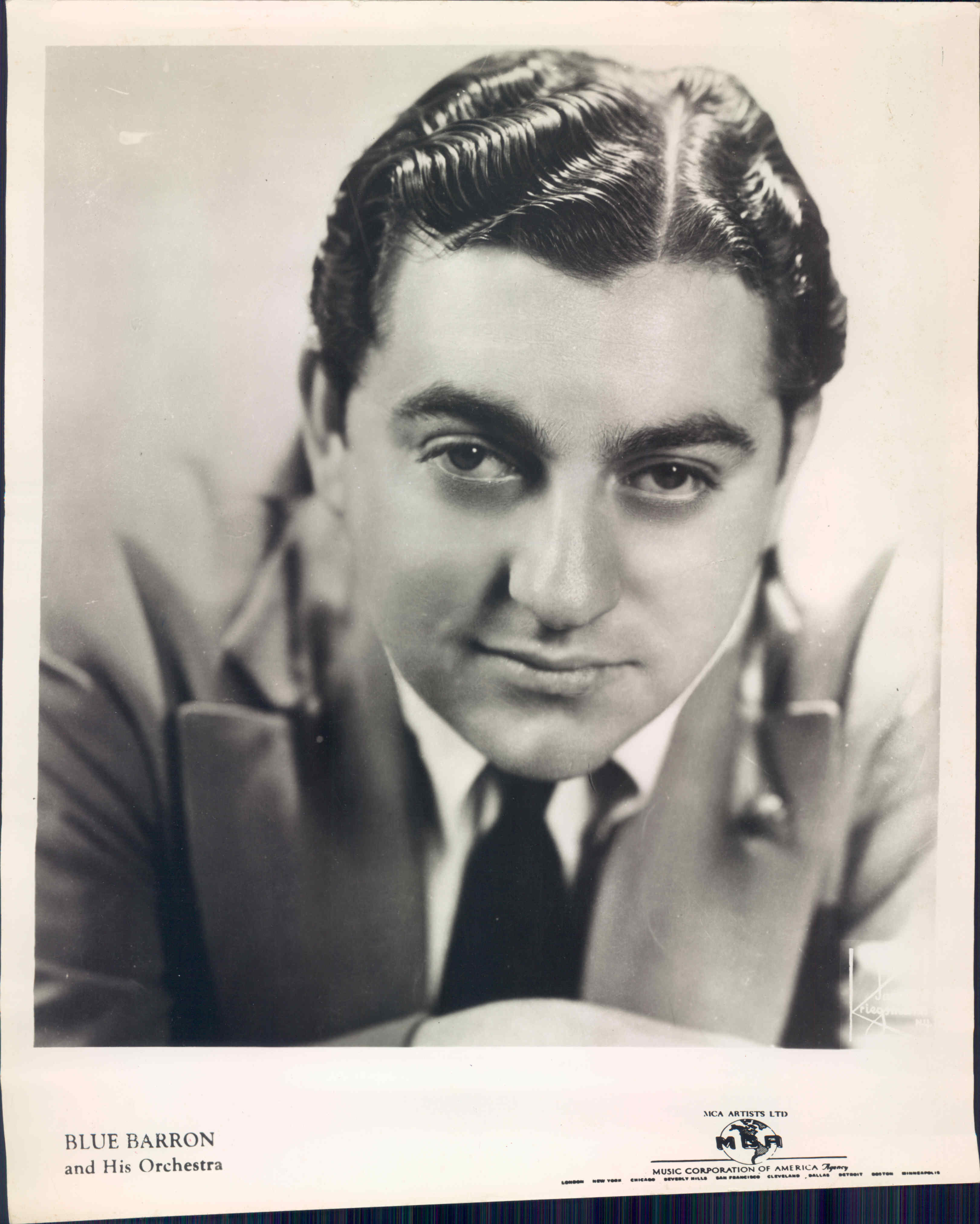
Blue Barron und sein Orchester

## Leben

### Jugend
Harry Freidman wurde in Cleveland, Ohio geboren. Freidman studierte an der Ohio State University, bevor er sich dem Showbusiness zuwandte. Er nahm den Stage Name „Blue Barron“ an und gründete bis 1940 sein eigenes Orchester.

### Karriere
Seine erste Band spielte im Oktober 1936 auf einem Floating Palace Showboat in Troy, New York. Eine Zeitung berichtete, die Band „machte über Nacht einen Hit im Floating Palace und blieb dort 22 Wochen“ („made an over night hit at the Floating Palace and remained there for 22 weeks“).

### Militärdienst und Ehrungen
Während des Zweiten Weltkrieges diente Barron bei der United States Army und nahm nach Ende des Krieges seine musikalische Karriere wieder auf. Er konnte noch zehn Jahre im Musikbusiness erfolgreich wirken, bis die Big Band Ära endete. Für seine Erfolge erhielt er einen Stern auf dem Hollywood Walk of Fame (1724 Vine Street). Barrons Nummer-eins-Hit war 1949 zwei Wochen lang „Cruising Down The River“. Die Platte wurde über eine Million Mal verkauft, wofür er eine Goldene Schallplatte erhielt.

## Tod
Blue Barron starb 2005 im Alter von 91 Jahren in Baltimore, Maryland. Er wurde in Baltimore auf dem Baltimore Hebrew Cemetery bestattet.